# Tyrolean Music Station
Tyrolean Music Station – rzekomo francuska stacja numeryczna nadająca na falach krótkich z Chartres w regionie Centre-Val de Loire we Francji od początku lat 70. XX w. do końca 1975 r. Stacja odtwarzała kilka ludowych piosenek znanego z jodłowania niemieckiego piosenkarza Franzla Langa, przed emisją jednej lub kilku zaszyfrowanych wiadomości, a także fragment „Międzynarodówki” z pozytywki. W czasie nadawania pochodzenie stacji było nieznane, aż do czasu, gdy francuski magazyn Interférences w swoim wydaniu z jesieni 1975 r. stwierdził, że stacją zarządza francuski wywiad SDECE. Krótko po opublikowaniu tego numeru czasopisma stacja zaprzestała nadawania.

## Harmonogram i format
Stacja, której pseudonim pochodził od jodłowania granego na początku audycji, rozpoczynała nadawanie w sobotę i niedzielę co tydzień o godzinie 11:30 UTC od trzech piosenek Franzla Langa. Następnie nadajnik milkł do godziny 11:55 UTC, kiedy odtwarzano z pozytywki pierwsze siedem nut socjalistycznego hymnu Międzynarodówka, stopniowo zwiększających tempo do godziny 12:00, kiedy spiker na żywo lub z nagranej wcześniej taśmy mówił po niemiecku, wypowiadał kilka imion i odczytywał zakodowane komunikaty w formie grup po pięć cyfr każda. Podejrzewano, że wiadomości te wysyłano do agentów wywiadu w bloku wschodnim, którzy mieli je odszyfrowywać za pomocą jednorazowego klucza.
Stacja od czasu do czasu zmieniała swój typowy format – podczas odtwarzania piosenek muzyka wyciszała się, a spiker wykrzykiwał imiona po niemiecku, czytał tajemnicze zdanie, po czym żegnał się ze słuchaczami. Tę odmianę nagrano i udostępniono na The Conet Project, kompilacji płyt CD zawierającej nagrania stacji numerycznych.
Stacja często miała usterki techniczne: słyszalne były kliknięcia i szum przewijanych i odtwarzanych taśm, odgrywanie niewłaściwych piosenek, kaszel i kichanie.
Stacja zakończyła nadawanie jesienią 1975 roku, wkrótce po opublikowaniu artykułu we francuskim czasopiśmie „Interférences”, w którym napisano, że stacją zarządza SDECE.

## W kulturze
Nagranie tej stacji wykonane przez Conet Project można znaleźć w plikach danych gry wideo Half-Life 2.